# Antonio Cozzi
Antonio Cozzi (Firenze, 1823? – ...) è stato un medico italiano.

## Biografia
Ad oggi si hanno scarse notizie sulla sua vita, perlopiù provenienti dal suo archivio conservato presso la Biblioteca Biomedica dell’Università degli Studi di Firenze. Dall’età dichiarata in alcune di queste carte si deduce che nacque probabilmente a Firenze nel 1823. Figlio di Andrea, professore di chimica presso l’Istituto di Studi Superiori di Firenze, si laureò in medicina e chirurgia nell’aprile del 1850 e l’8 dicembre 1852 ottenne dal Collegio Medico Fiorentino l’abilitazione all’esercizio della professione medica.
Il 23 aprile 1853 presso l’Arcispedale di Santa Maria Nuova di Firenze ottenne un posto come “Medico astante, soprannumerario, gratuito, col solo godimento della camera, letto, biancheria”. Il Cozzi continuò a lavorare nell’ospedale fiorentino per altri nove anni assumendo altri incarichi.
Durante l’epidemia di colera che colpì nel 1854-55 la città di Firenze fu nominato Direttore dell’Ospedale provvisorio di via della Nunziatina.
Continuò ad interessarsi di igiene e salute pubblica scrivendo sulle acque potabili e prese parte al dibattito sulla pellagra, malattia in quegli anni molto diffusa fra la popolazione più povera, pubblicando il saggio Notizie di chimica e di storia naturale intorno allo Zea Mais, in appendice all’opera di Carlo Morelli La pellagra nei suoi rapporti medici e sociali: studi che vide la luce nel 1855.
Attivo anche nella vita politica, nel 1859 partecipò alla seconda guerra d’Indipendenza prestando servizio come medico nel 32º Reggimento di fanteria del Governo provvisorio della Toscana.
Si occupò di tossicologia ed ebbe la cattedra di aiuto presso l’Istituto di Studi Superiori Pratici e di Perfezionamento di Firenze; in questo ambito fu in contatto con Ranieri Bellini, docente di tossicologia dell’università di Pisa con 10 lettere (3 agosto 1860-17 ottobre 1863). Presso l’archivio della Biblioteca Biomedica di Firenze si conservano numerosi suoi studi relativi a questa materia.
Nel maggio del 1861 contrasse una grave malattia polmonare che lo costrinse a chiedere di essere dispensato dal servizio di medico presso l’ospedale.  Nel tentativo di trovare un clima migliore per la sua salute cercò di trasferirsi in sud America ma poi desistette da questo proposito. Tuttavia, sempre in quegli anni, continuò a far istanza al segretario di stato della marina Luigi Federico Menabrea per entrare a far parte degli uffici inerenti alla nuova organizzazione sanitaria e amministrativa della marina.

## Archivio personale
Presso la Biblioteca Biomedica dell’Università degli Studi di Firenze sono conservate alcune sue pubblicazioni e un fondo archivistico che comprende, oltre ad appunti relativi alla vita del padre Andrea, numerosi studi sull’attività di medico relativi in particolar modo alla pellagra, la peritonite, la tossicologia, ricerche sul suicidio e sulla morte apparente, la possibilità di applicare l’elettricità alla cura di alcune malattie, ricerche su Paracelso, alcune poesie e il manoscritto preparatorio alla pubblicazione dell’opera Massime fondamentali di patologia e terapeutica chirurgica sulle ferite di arma da fuoco.

## Opere
- Delle acque potabili e dei modi diversi di conservarle o di purificarle: studi d’igiene, Firenze, Fabbrini,1858.
- Notizie di chimica e di storia naturale intorno allo Zea Mais, appendice finale in Carlo Morelli, La pellagra nei suoi rapporti medici e sociali: studi, Firenze, tipografie delle murate, 1855.
- Sugli esperimenti di astinenza dal salasso: relazione, Firenze, Fabbrini, 1859, estratto dal Tempo, anno II, n. 2-3.
- Sul colera morbo osservazioni di fisica medica raccolte, Firenze, Bencini, 1855.
- Sul colera morbo osservazioni di fisica medica raccolte dal Dott. Antonio Cozzi, in Gazzetta medica italiana: federativa toscana, n. 43 (1853), pp. 369-372[8]